# Karl Dees
Karl Dees (* 16. Oktober 1883 in Karlsruhe; † 19. Dezember 1967) war ein deutscher Redakteur und Mitglied des Badischen Landtags.

## Leben
Dees arbeitete vor dem Ersten Weltkrieg als Redakteur des Badischen Landesboten, der Frankfurter Zeitung sowie der Vossischen Zeitung. Von 1925 bis 1927 war er Abgeordneter der Zweiten Kammer des Badischen Landtags und Generalsekretär der Deutschen Demokratischen Partei in Baden. Nach dem Zweiten Weltkrieg war Dees von 1945 bis 1946 Bürgermeister in Sinsheim. Außerdem war er für die Demokratische Volkspartei, den späteren Landesverband der FDP, Mitglied der Vorläufigen Volksvertretung für Württemberg-Baden und seit 1951 Redakteur der Neuen Württembergischen Zeitung. Im Jahre 1953 wurde Dees zum Vorsitzenden der Landespressekonferenz von Baden-Württemberg gewählt.